# Staňkovice (Boêmia Central)
Staňkovice é uma comuna checa localizada na região da Boêmia Central, distrito de Kutná Hora.